# Agustín de Iturbide

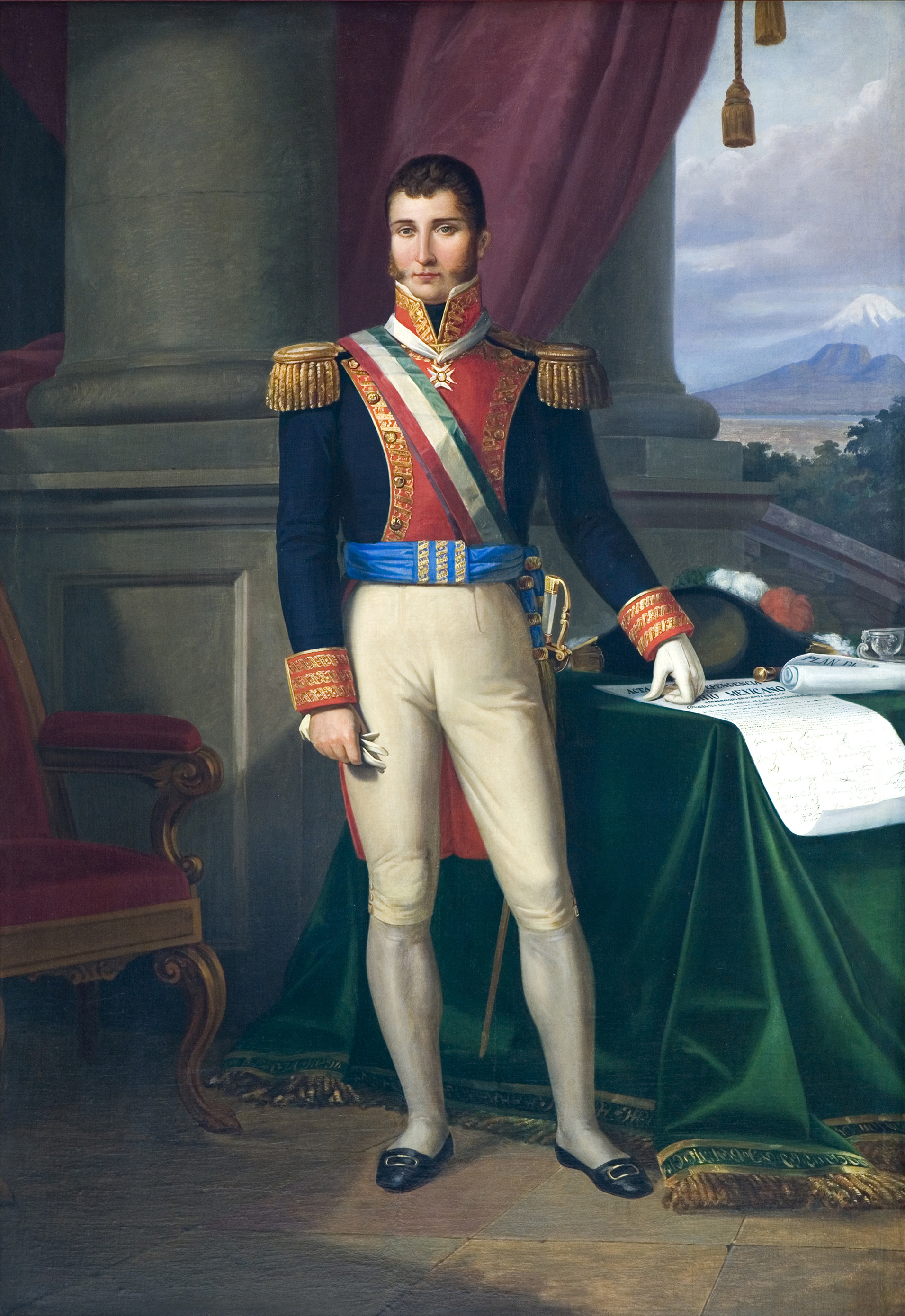
Agustín Cosme Damián de Iturbide y Arámburu, Kaiser von Mexiko, 1822/23

Agustín Cosme Damián de Iturbide y Arámburu (* 27. September 1783 in Valladolid, Mexiko; † 19. Juli 1824 in Padilla) war mexikanischer Feldherr und Politiker und 1822/23 als Augustin I. Kaiser von Mexiko.

## Leben
Iturbide kam im heutigen Morelia (Michoacán) in Mexiko als Sohn spanischer Eltern auf die Welt, die kurz vor seiner Geburt in die Kolonie Neuspanien aufgebrochen waren. Damals kannte man die Stadt noch unter dem Namen Valladolid.
Im Jahre 1798 verpflichtete er sich bei der spanischen Armee und stieg bis 1810 zum Leutnant auf. In diesem Jahr brach der Mexikanische Unabhängigkeitskrieg aus, in welchem Iturbide anfänglich auf Seiten der spanischen Verbände gegen die Aufständischen kämpfte. 
Iturbide erwies sich als fähiger Befehlshaber, sodass ihm 1816 das Kommando über die spanischen Truppen im Norden Mexikos übertragen wurde.

### Unabhängigkeitskrieg 1810–1822
In den folgenden Jahren nahmen aber die politischen, sozialen und religiös motivierten Spannungen zu, und Iturbide nahm daher 1820 geheime Verhandlungen mit dem Rebellenführer Vicente Guerrero auf. Zu diesem Zeitpunkt bekleidete Iturbide den Rang eines Obersten in der spanischen Armee und lief mit einem großen Teil seiner regulären Truppen zu den Rebellen über. Im Februar des Jahres 1821 erarbeiteten er und Guerrero den Plan von Iguala, auch bekannt als Plan Trigarante (Plan der Drei Garantien), der die Idee eines vereinigten, unabhängigen und religiös freien Mexikos formulierte. 
Es gelang den beiden Anführern, beinahe alle Rebellengruppen zum gemeinsamen Vorgehen gegen die spanischen Royalisten zu vereinigen und diese aus dem Lande zu vertreiben. Danach wurde Iturbide zum Präsidenten des neuen Regierungsrates ernannt.
Im August 1821 unterzeichnete er mit dem spanischen Vizekönig Juan O’Donojú den Vertrag von Córdoba, der den Plan de Iguala umsetzte und somit die Unabhängigkeit Mexikos besiegelte. Allerdings war der Preis dafür sehr hoch, denn in dem Vertragswerk wurde den abziehenden Spaniern eine beträchtliche Entschädigung in Geld zugesichert. Da die Spanier jedoch noch immer im Besitz der besten Böden des Landes waren, blutete Mexiko aufgrund dieser vertraglichen Verpflichtungen finanziell rasch aus. Sogar Kirchenglocken aus Silber und Altargegenstände aus Gold wurden eingeschmolzen, um die riesigen Schulden bezahlen zu können. So war Mexiko zwar jetzt eine freie und unabhängige Nation, aber gleich zu Anfang schon bankrott. 
Iturbide wurde von den mexikanischen Konservativen unterstützt und beeinflusst, die sich ein unabhängiges Mexiko mit einem Monarchen von hochadliger europäischer Abstammung an der Spitze des Staates wünschten. Als kein europäisches Königshaus Mexikos Angebot annahm, weil Spanien noch auf eine Rückkehr als Kolonialmacht hoffte, ließ sich Iturbide von seinen Ratgebern dazu bewegen, sich selbst nach dem Vorbild Napoleons zum Kaiser von Mexiko zu krönen. Iturbide stand dieser Idee anfänglich zurückhaltend gegenüber, da er fest an das Gottesgnadentum glaubte und sich selbst für unwürdig hielt. Am 21. Juli 1822 ließ er sich aber schließlich als Agustín I. zum ersten Kaiser von Mexiko krönen.

### Herrscher im ersten Kaiserreich 1822/23

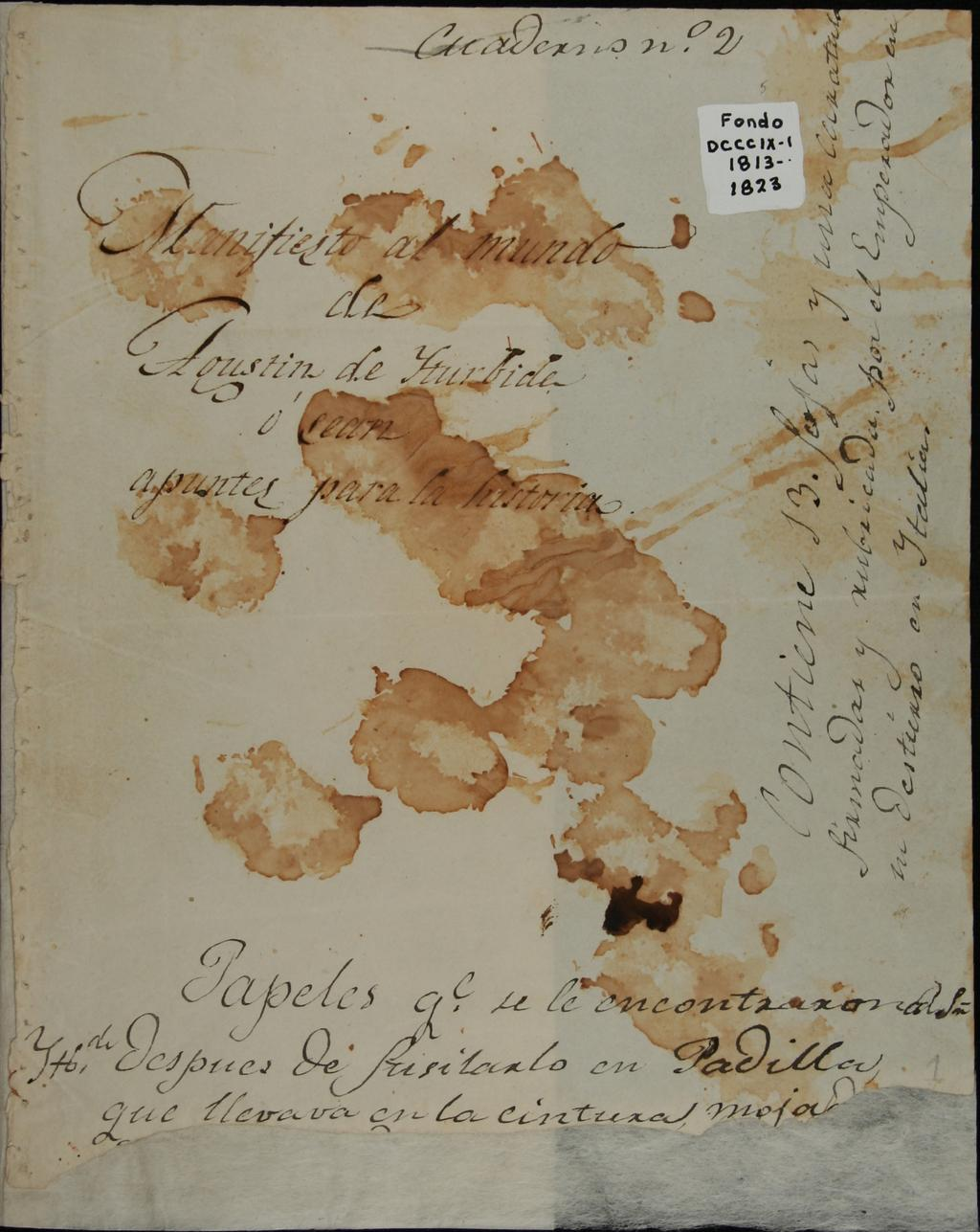
Die Erklärung an die Welt von Agustin de Iturbide oder vielmehr Hinweise für die Geschichte war ein Manuskript von de Iturbide. Es wurde auf seinem Körper nach seiner Hinrichtung durch ein Erschießungskommando gefunden. Sein Blut ist auf dem Papier.

Der Regierungsstil des neuen Kaisers trug militärische Züge. Er duldete keinen Widerspruch gegen seine Befehle, kommandierte seine Untergebenen und Berater wie in der Armee und ließ jene, die nicht seiner Meinung waren, einsperren. Bald wuchs die Unzufriedenheit mit seiner Regentschaft auch in der politischen Elite des Landes, was 1823 im so genannten Plan von Casa Mata gipfelte, der von Gouverneuren und bedeutenden Militärs, darunter Guadalupe Victoria und Antonio López de Santa Anna, ausgearbeitet wurde. Dieser Plan sah den Sturz Iturbides und die Proklamation der Republik Mexiko vor. Am 19. März 1823 kam Iturbide seinem Sturz zuvor, dankte widerstandslos ab und erklärte sich bereit, das Land zu verlassen. Im Gegenzug wurde ihm eine Pension gewährt.
Er ging zunächst nach Italien ins Exil, später zog er nach London, wo er seine Autobiografie veröffentlichte. Unzufrieden mit seinem Leben entschloss er sich aber schon bald, nach Mexiko zurückzukehren, wo er am 15. Juli 1824 im Hafen von Tampico eintraf. Sofort nach seiner Ankunft wurde er von den örtlichen Behörden inhaftiert und kurz darauf erschossen.
Im Jahr 1838 wurde der Leichnam Iturbides von der konservativen Regierung Anastasio Bustamante in die Kathedrale von Mexiko-Stadt verbracht und nochmals mit allen Ehren eines Staatsbegräbnisses bestattet. Er erhielt den Titel Befreier der Heimat.

## Folgezeit
Von 1823 bis 1863 war Mexiko eine Republik, bis die Truppen des französischen Kaisers Napoleons III. das Land besetzten und nach einigen Wirren den Erzherzog Maximilian Ferdinand Joseph von Österreich als Kaiser Maximilian I. installierten. Dieser setzte 1865 in dem Bemühen, seiner im Lande unbeliebten Herrschaft höhere Legitimität zu verleihen, Agustín de Iturbide y Green, einen Enkel Agustíns I., als seinen Thronerben ein. Dieser Schritt brachte aber nicht den gewünschten Erfolg und wurde mit dem Sturz und der Hinrichtung Maximilians (19. Juni 1867) bedeutungslos. Seitdem ist Mexiko wieder eine Republik.

## Werke
- Denkwürdigkeiten aus dem öffentlichen Leben des Exkaisers von Mexico, Augustin de Iturbide, von ihm selbst geschrieben. Nach der Englischen Ausgabe übersetzt. Brockhaus, Leipzig 1824.
- Agustín de Itúrbide: Escritos diversos. Consejo Nacional para la Cultura y las Artes, México, D.F. 2014, ISBN 978-607-516-922-4.